# Sudiroprajan
Sudiroprajan is een bestuurslaag in het regentschap Surakarta van de provincie Midden-Java, Indonesië. Sudiroprajan telt 2745 inwoners (volkstelling 2010).